# Plusiodonta gueneei
Plusiodonta gueneei là một loài bướm đêm trong họ Noctuidae.